# Кузум
Кузум или Кусум (латински: Cusum, Castellum Cusum) је био античко насеље на подручју данашњег Петроварадина.

## Историја
Прво утврђење на Петроварадинској стени изградили су припадници Костолачке културе у касном бакарном добу. У латенском периоду, овде је скоро два века постојало велико келтско утврђено насеље.
У првом веку, Римљани су заузели Срем и поставили северну границу Римског царства на Дунаву. Та граница је у историји позната као Лимес. Римљани су на локацији некадашњег келтског насеља, у оквиру подунавског Лимеса, организовали војну тврђаву Кузум. Кузум је по карактеру био кастел, што је у категоризацији римских војних логора друга позиција иза каструма.
Ови простори су припадали римској провинцији Панонији, а потом, након административних подела ове провинције, Доњој Панонији и Панонији Секунди. У Кузуму се налазила помоћна војска, која је била везана за границу. Посаду Кузума чиниле су коњичке јединице, од којих је једна бројала чак 3.000 војника. Кузум је квалитетним путевима био повезан са другим утврђењима у Лимесу.
У петом веку, ове просторе су опустошили Хуни, чиме је страдао и Кузум. Касније ће утврђење обновити Византија, која му даје и ново име - Петрикон.

## Археологија
Остаци римског Кузума археолошки су лоцирани на великом платоу Петроварадинске тврђаве у истраживањима спроведеним између 2002. и 2004. године. Пронађени су остаци архитектуре, одбрамбеног бедема и покретног археолошког материјала. Такође су, пре тога, нађени и остаци насеља и некропола на источним падинама Петроварадинске стене, као и даље према истоку. Код Буковачког потока су нађени остаци виле рустике.